# Loganiaceae
Loganiaceae este o familie de magnoliofite (plante cu flori) din ordinul Gentianales. Familia include 13 genuri, care trăiesc în zonele tropicale.

## Genuri
Unele surse indică faptul că familia conține 13 genuri. Un studiu mai recent consideră că unele specii de Labordia ar fi sinonime cu Geniostoma, astfel că ar mai rămâne doar 12 genuri.
| - Antonia Pohl - Bonyunia R. H. Schomb. ex Progel - Gardneria Wall. - Geniostoma J. R. Forst. & G.Forst. - Labordia Gaudich. - Logania R.Br. - Mitrasacme Labill. | - Mitreola L. - Neuburgia Blume - Norrisia Gardner - Spigelia L. - Strychnos L. - Usteria Willd. |